# Brdy
Brdy jsou členitá vrchovina ve středních Čechách. Je to geomorfologický podcelek širšího celku Brdská vrchovina, který celý (tedy i s Hřebeny a Příbramskou pahorkatinou) rovněž bývá nazýván Brdy. V užším významu se za Brdy označují pouze Střední Brdy a Jižní Brdy. Nejvyšším bodem je Tok s 865 m n. m., jenž je současně nejvyšším přirozeným vrcholem středních Čech. Na jen o málo nižším vrcholu Praha (862 m n. m.) stojí 60 m vysoká věž meteoradaru ČHMÚ, jejíž vrchol je nejvyšším (umělým) bodem Brd.
Název Brdy pochází od slova brdo, což znamená buď zalesněný kopec, skalnatý útes nebo skalku ve tvaru tkalcovského hřebene.

## Geomorfologické členění
Brdy se člení na 3 geomorfologické okrsky:
- Třemošenská vrchovina – nejvyšší i nejrozsáhlejší okrsek. Zaujímá sever, střed a východ pohoří. Prakticky celé území Třemošenské vrchoviny zaujímal do konce roku 2015 Vojenský újezd Brdy, nyní leží v Chráněné krajinné oblasti Brdy. Nejvyšším vrcholem je Tok (865 m n. m.)
- Strašická vrchovina – nejmenší a nejnižší okrsek, ležící na západě pohoří. Nejvyšší vrchol je Bambule (661 m n. m.)
- Třemšínská vrchovina – jižní část pohoří. Nejvyšší vrchol je Třemšín (827 m n. m.).

| Geomorfologické členění Brdské vrchoviny                                             | Geomorfologické členění Brdské vrchoviny | Geomorfologické členění Brdské vrchoviny                                                                                               |
| ------------------------------------------------------------------------------------ | ---------------------------------------- | --- |
| ČESKÁ VYSOČINA • Poberounská subprovincie • Brdská oblast                            |                                          | |
| BRDY                                                                                 | Třemošenská vrchovina                    | Kvaňská vrchovina (Hlava, 789 m) Ohrazenická vrchovina (Beranec, 663 m) Čenkovská vrchovina (Brda, 773 m) Tocká vrchovina (Tok, 865 m) |
| BRDY                                                                                 | Třemšínská vrchovina                     | Voltušská vrchovina (Třemšín, 827 m) Chynínská vrchovina (Nad Marastkem, 805 m) Padrťská vrchovina (Jahodová hora, 731 m)              |
| BRDY                                                                                 | Strašická vrchovina                      | Dobřívská vrchovina (Bambule, 663 m) Jivinská pahorkatina (Jivina, 620 m)                                                              |
| HŘEBENY                                                                              | Studenská vrchovina                      | Jistevnický hřbet (Studený vrch, 661 m) Skalecký hřbet (bezejmenný, 565 m) Trnovská pahorkatina (Spálený, 555 m)                       |
| HŘEBENY                                                                              | Kopaninská vrchovina                     | nečlení se (Kámen, 415 m) |
| PŘÍBRAMSKÁ PAHORKATINA                                                               | Třebská pahorkatina                      | Narysovská pahorkatina (Vojna, 667 m) Příbramská kotlina (570 m)                                                                       |
| PŘÍBRAMSKÁ PAHORKATINA                                                               | Rosovická pahorkatina                    | Hlubošská pahorkatina (Malý chlum, 591 m) Suchodolská pahorkatina (bezejmenný, 604 m)                                                  |
| PROVINCIE • Subprovincie • Oblast / Celek / PODCELEK • Okrsek • Podokrsek • (vrchol) |                                          | |

Vžilo se též místní dělení Brd, přestože je doposud jen pomocné a neoficiální:
- Střední Brdy (někdy též zvané Centrální Brdy) = bývalý Vojenský újezd Brdy, nejvyšší část, včetně vrcholu Tok (865 m n. m.), nedaleko Toku je Koruna (837 m n. m.) a Jordán (826 m n. m.). U Padrťských rybníků, severně od zdejšího Nepomuku je druhá nejvyšší hora, Praha (862 m n. m.). U Příbrami je hora Třemošná (780 m n. m.) tvořící významnou krajinnou dominantou okresu Příbram. U Obecnice je kromě Toku hora Brda (773 m n. m.), nedaleko Strašic Kamenná (735 m n. m.).
- Jižní Brdy (Třemšínsko, jižně od silnice č. 19 a potoka Bradavy), s nejvyššími vrcholy Třemšín (827 m n. m.) a Nad Marastkem (805 m n. m.).

## Vrcholy
10 brdských hor přesahuje hranici 800 m a společně se označují jako brdské osmistovky. Jde o:
| Vrchol            | Část Brd     | Výška m n. m. | Promi- nence | Izolace          | Souřadnice                       |
| ----------------- | ------------ | ------------- | ------------ | ---------------- | -------------------------------- |
| Tok               | Střední Brdy | 865           | 324 m        | 61 km → Sedlo    | 49°42′17″ s. š., 13°52′37″ v. d. |
| Praha             | Střední Brdy | 862           | 069 m        | 06 km → Tok      | 49°39′29″ s. š., 13°49′08″ v. d. |
| Malý Tok          | Střední Brdy | 844           | 021 m        | 02 km → Praha    | 49°39′23″ s. š., 13°50′45″ v. d. |
| Hradiště          | Střední Brdy | 840           | 013 m        | 01 km → Malý Tok | 49°39′53″ s. š., 13°51′05″ v. d. |
| Brdce             | Střední Brdy | 839           | 022 m        | 01 km → Hradiště | 49°40′27″ s. š., 13°51′48″ v. d. |
| Koruna (V vrchol) | Střední Brdy | 837           | 020 m        | 02 km → Tok      | 49°41′38″ s. š., 13°50′38″ v. d. |
| Třemšín           | Jižní Brdy   | 827           | 145 m        | 10 km → Praha    | 49°34′02″ s. š., 13°46′38″ v. d. |
| Jordán            | Střední Brdy | 826           | 029 m        | 01 km → Tok      | 49°43′02″ s. š., 13°51′09″ v. d. |
| Paterák           | Střední Brdy | 814           | 043 m        | 01 km → Praha    | 49°40′21″ s. š., 13°48′30″ v. d. |
| Nad Marastkem     | Jižní Brdy   | 805           | 100 m        | 05 km → Třemšín  | 49°35′35″ s. š., 13°43′43″ v. d. |

Všech 10 osmistovek zobrazuje tato mapa.
Pokud bychom počítali i vrcholy s nižší prominencí, lze dále zahrnout tyto:
| Vrchol                                   | Část Brd     | Výška m n. m. | Promi- nence | Izolace           | Souřadnice                       |
| ---------------------------------------- | ------------ | ------------- | ------------ | ----------------- | -------------------------------- |
| J vedlejší vrchol Toku (Bohutínský vrch) | Střední Brdy | 844 m         | cca 5 m      | 1,6 km → Tok      | 49°41′25″ s. š., 13°52′15″ v. d. |
| Popleta (SZ vrchol Malého Toku)          | Střední Brdy | 836 m         | cca 8 m      | 0,8 km → Hradiště | 49°39′55″ s. š., 13°50′21″ v. d. |
| Koruna (Z vrchol)                        | Střední Brdy | 832 m         | cca 8 m      | 0,5 km → Koruna   | 49°41′45″ s. š., 13°50′15″ v. d. |
| U tří pánů (mezi Korunou a Tokem)        | Střední Brdy | 826 m         | cca 11 m     | 0.6 km → Koruna   | 49°41′39″ s. š., 13°51′09″ v. d. |

Dalšími významnými vrcholy jsou Třemošná (780 m n. m.), Brda (773 m n. m.) a Plešivec (654 m n. m.). Kompletní seznam vrcholů vlastních Brd je uveden v Seznamu hor a kopců v Brdech, obecnější s vrcholy nadřazené Brdské vrchoviny s výškou nad 700 m n. m nebo prominencí nad 100 metrů je uveden v Seznamu vrcholů v Brdské vrchovině.

## Vegetace

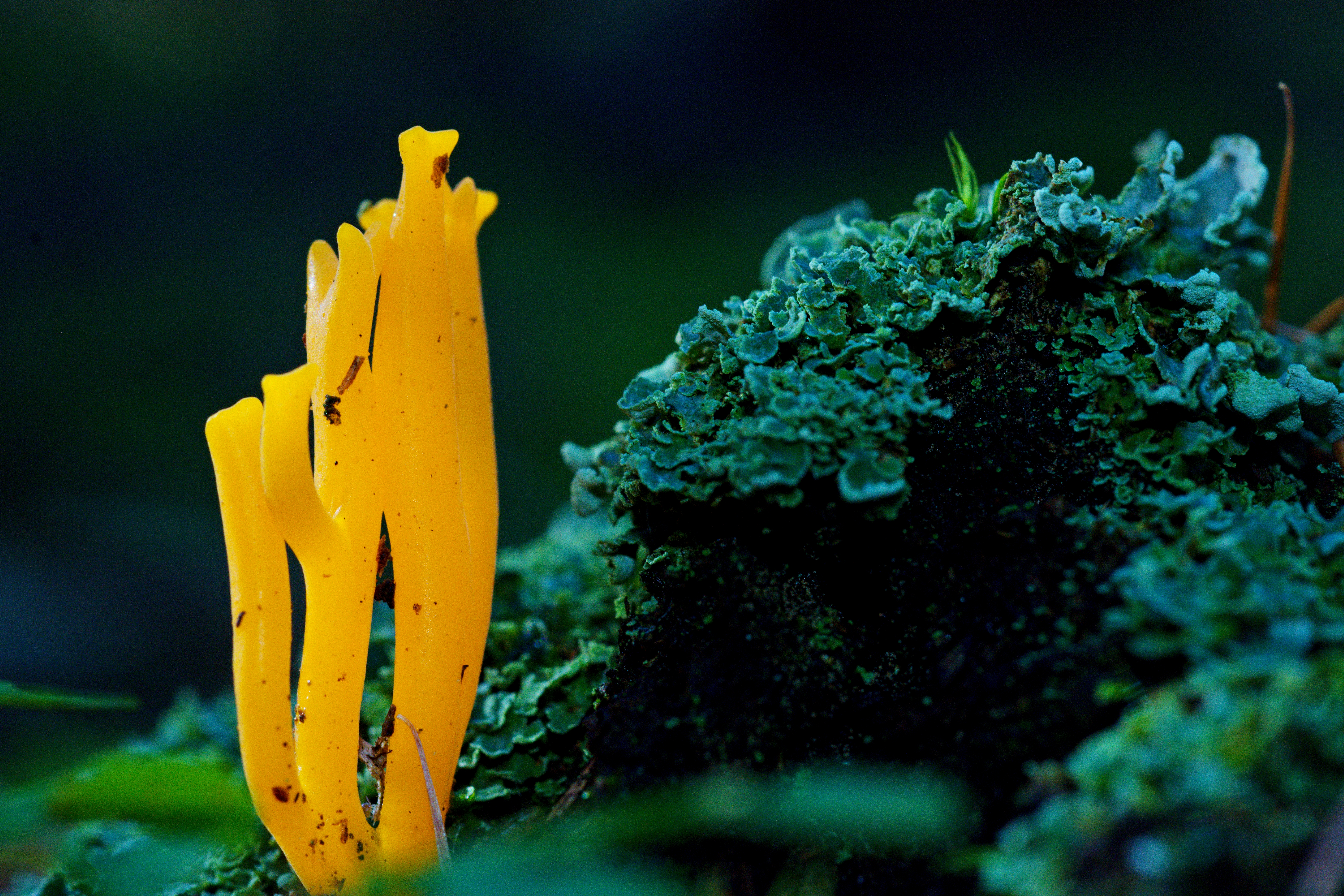
Houba krásnorůžek lepkavý na pařezu ve společnosti lišejníků rodu Cladonia. Brdy u Piské nádrže

Třemošenská a Třemšínská vrchovina jsou z hlediska fytogeografie jedinými oblastmi horské květeny (oreofytika) ve středních Čechách, kdežto Strašická vrchovina i ostatní části Brdské vrchoviny (Hřebeny a Příbramská pahorkatina) jsou již v oblasti mezofytika (květena mírně teplé oblasti).
Zatímco nižší oblasti jsou porostlé jehličnatým lesem s převahou smrku a vtroušenými modříny, vrcholové partie zabírají vřesoviště a rašeliniště. Milovníci hub a lišejníků tady najdou obrovské množství druhů včetně těch zařazených do Červeného seznamu.

## Turistika

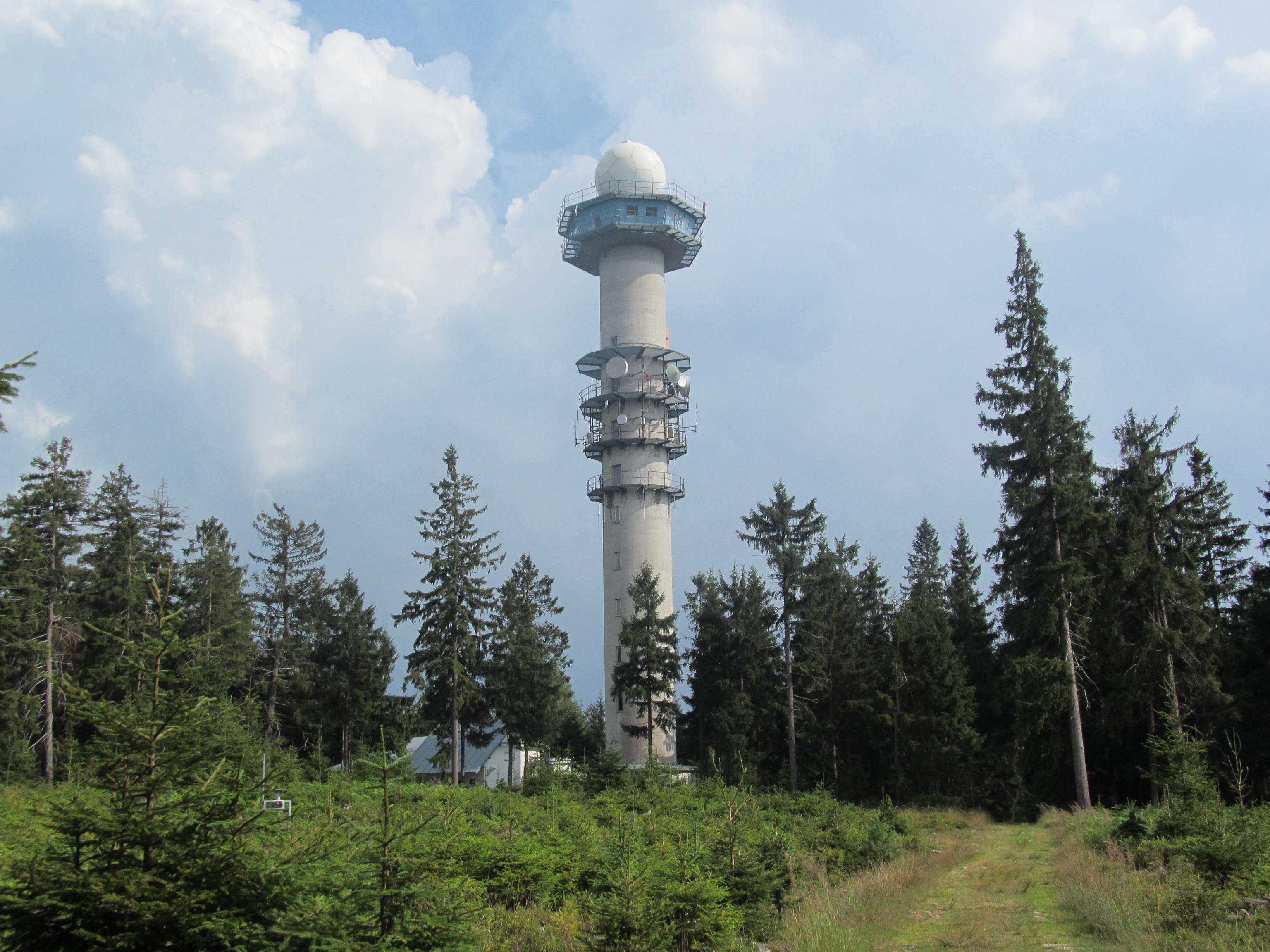
Nejvyšší umělý bod Brd, meteorologická věž Brdy na kopci Praha vysoká 56 metrů

Střední Brdy v minulosti pokrýval vojenský výcvikový prostor, který byl pro veřejnost nepřístupný. V roce 2016 vojenský újezd Brdy zanikl a na jeho místě vznikla Chráněná krajinná oblast Brdy. Na velké části středních Brd musela proběhnout pyrotechnická asanace, tedy čištění oblasti od nevybuchlé vojenské munice. Asanace skončila v roce 2017 a pročištěné oblasti jsou zpřístupněny veřejnosti nově vyznačenými pěšími i cyklo trasami. Přesto některé oblasti, jako dopadové plochy (vysoké množství nevybuchlé munice) a těžko přístupná místa nešla vyčistit a je do nich trvalý zákaz vstupu.
Zpřístupňování vojenského újezdu Brdy začalo již v roce 2007. Jeho okrajové části byly o sobotách, nedělích a státem uznaných svátcích vždy od 7 do 21 hodin na základě výnosu přednosty újezdního úřadu přístupné pro pěší a cyklistickou veřejnost v režimu takzvaného dočasného zpřístupnění II. kategorie. Slavnostní otevření proběhlo 7. dubna 2007. Klub českých turistů zde následně vyznačil nové cyklotrasy a turistické značené cesty, které vedou např. na vrchol Třemošná a ke zřícenině hradu Valdek.
Jižní Brdy jsou turisticky běžně přístupné.

## Galerie

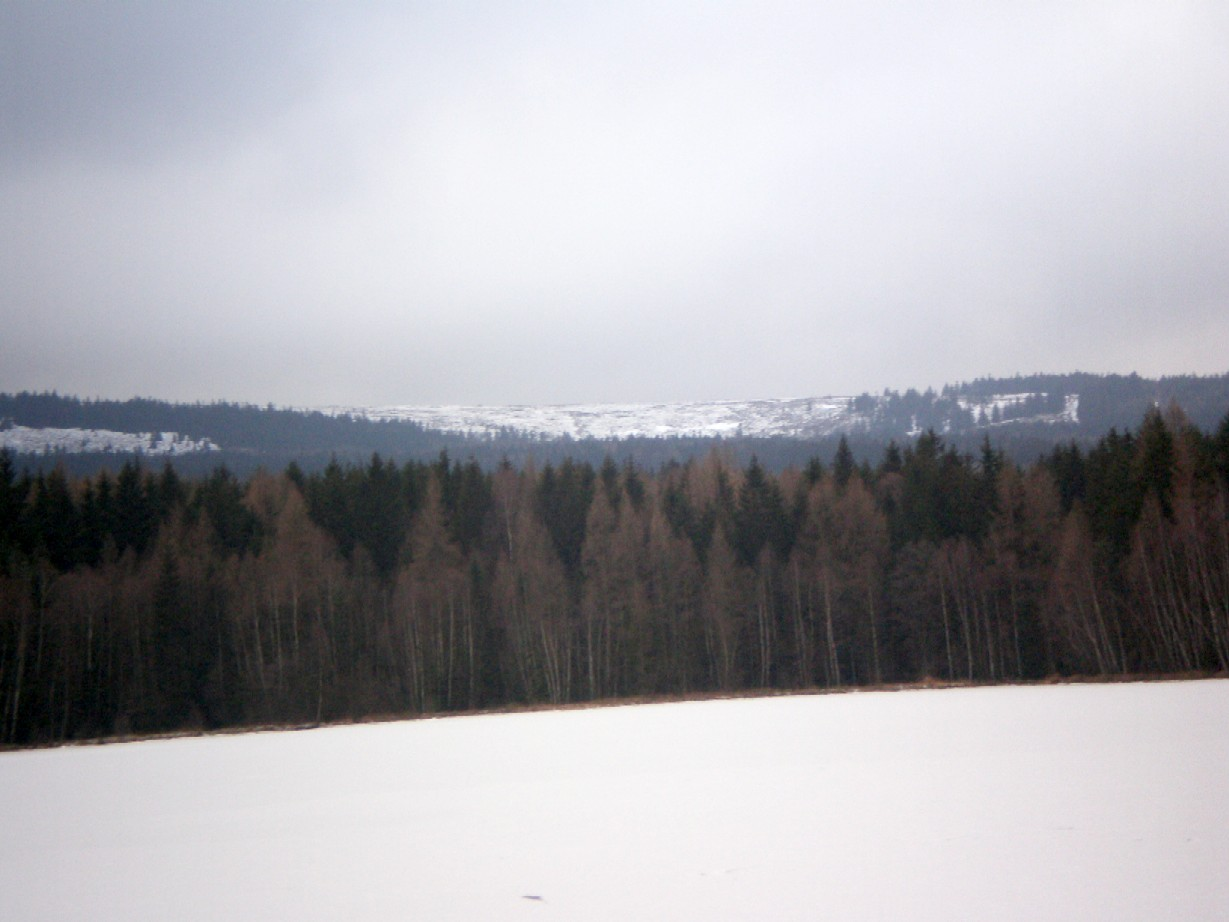
Pláně Toku nad Octárnou
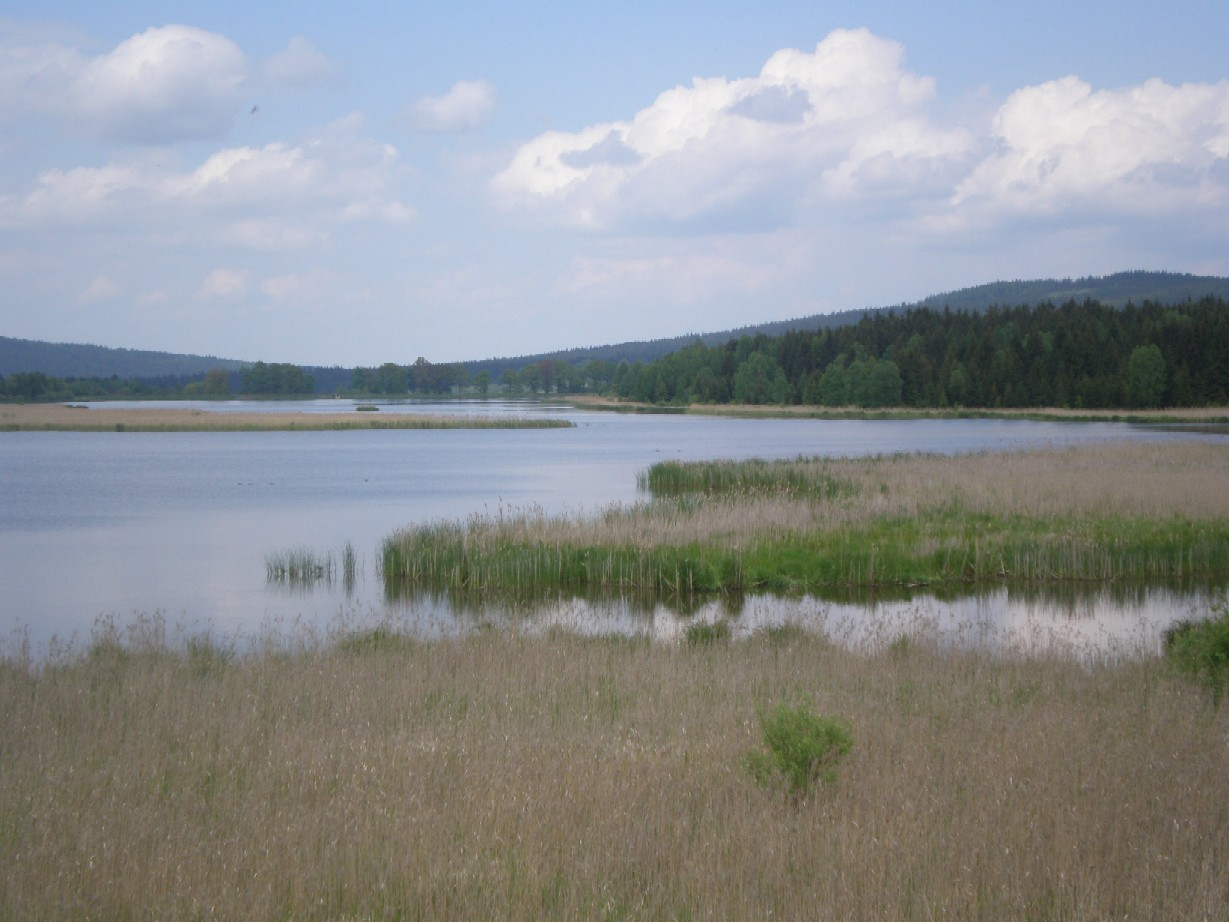
Dolejší Padrťský rybník
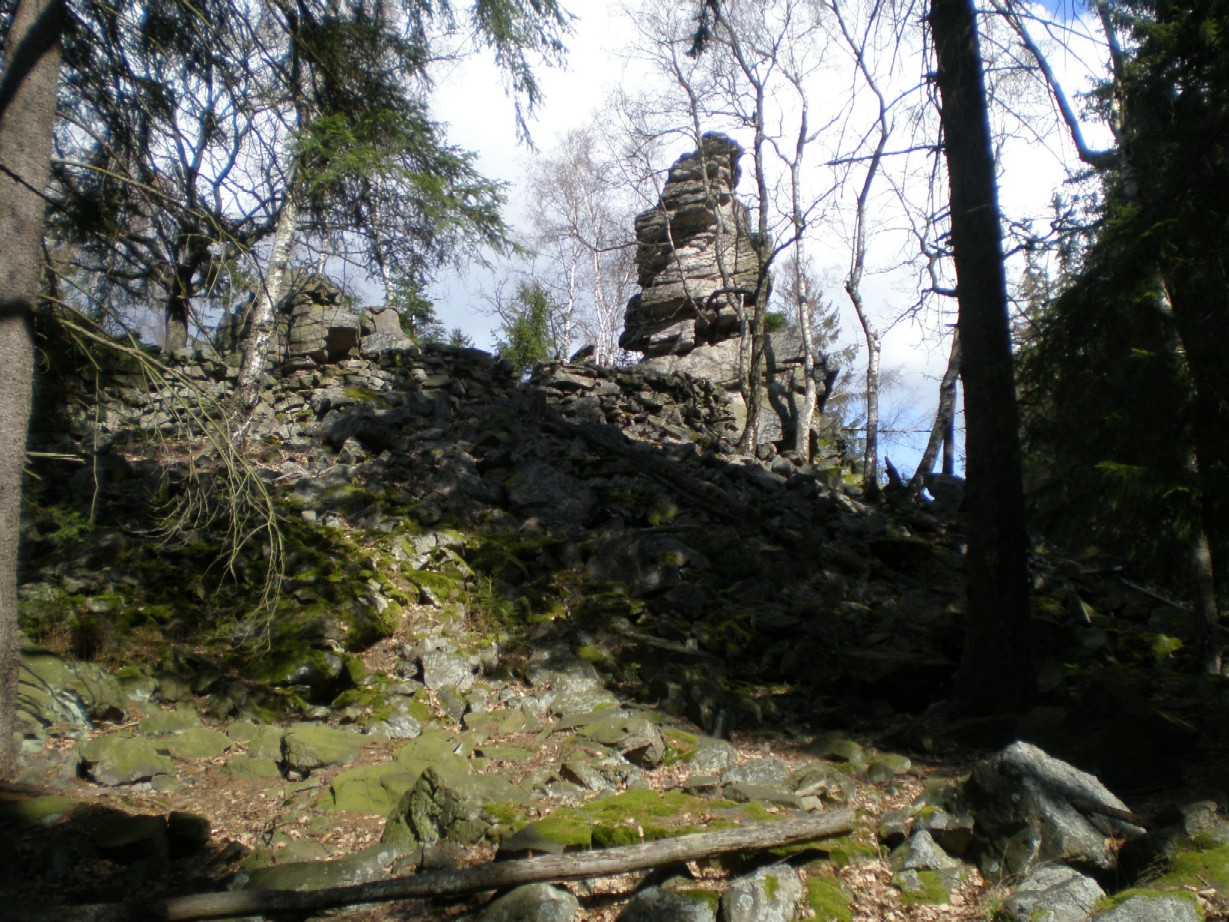
Skála Komín
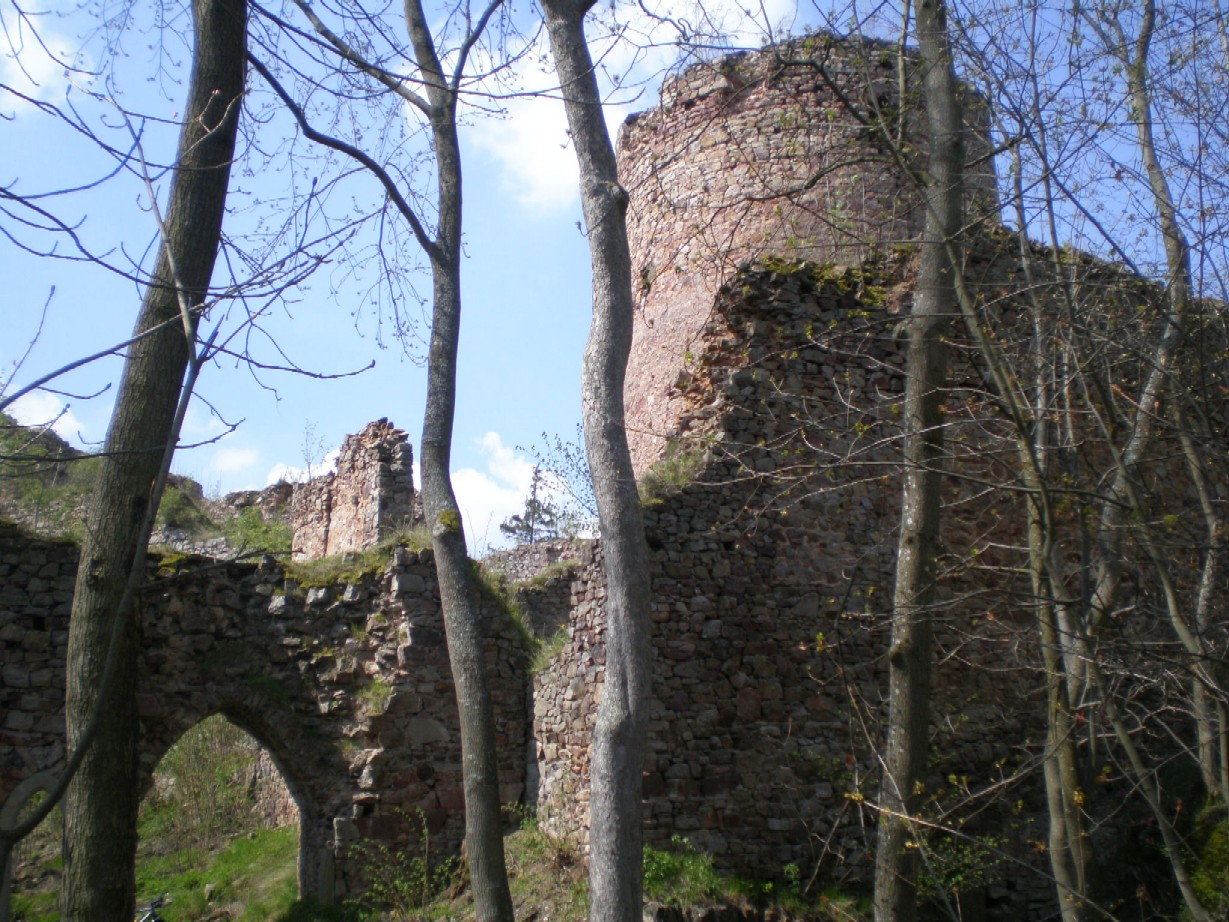
Zřícenina hradu Valdek
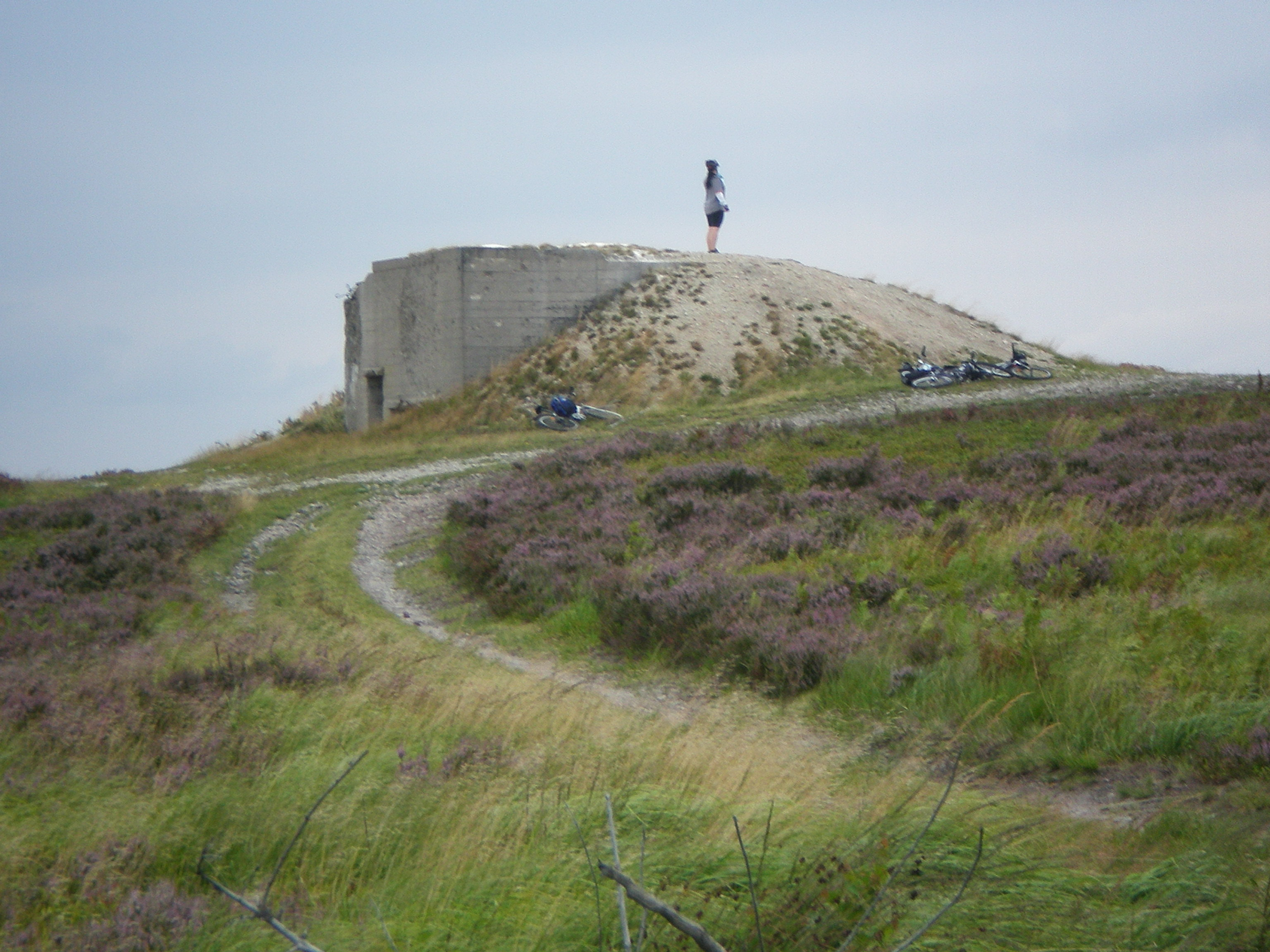
Bunkr na Houpáku
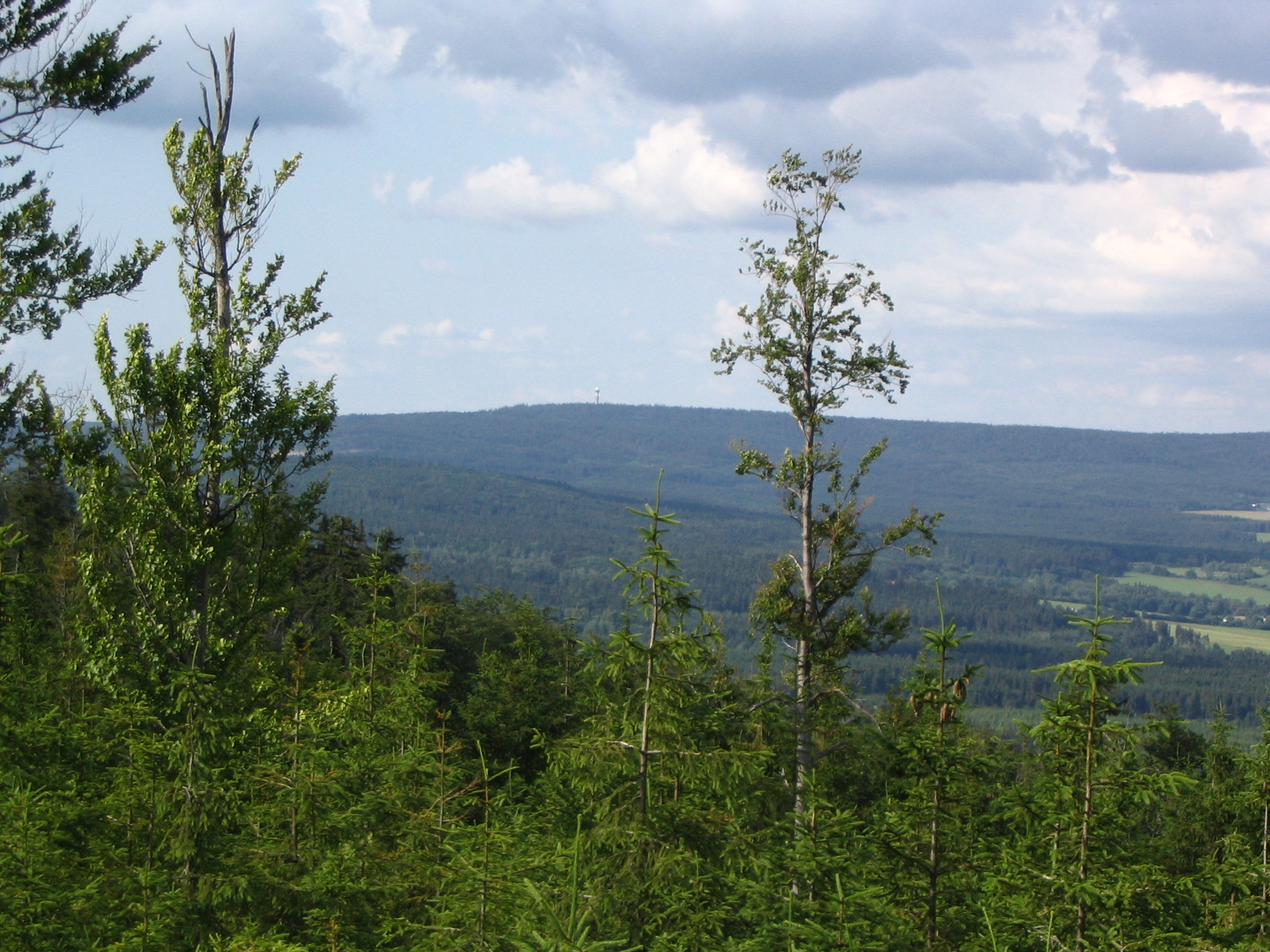
Praha z Třemšína
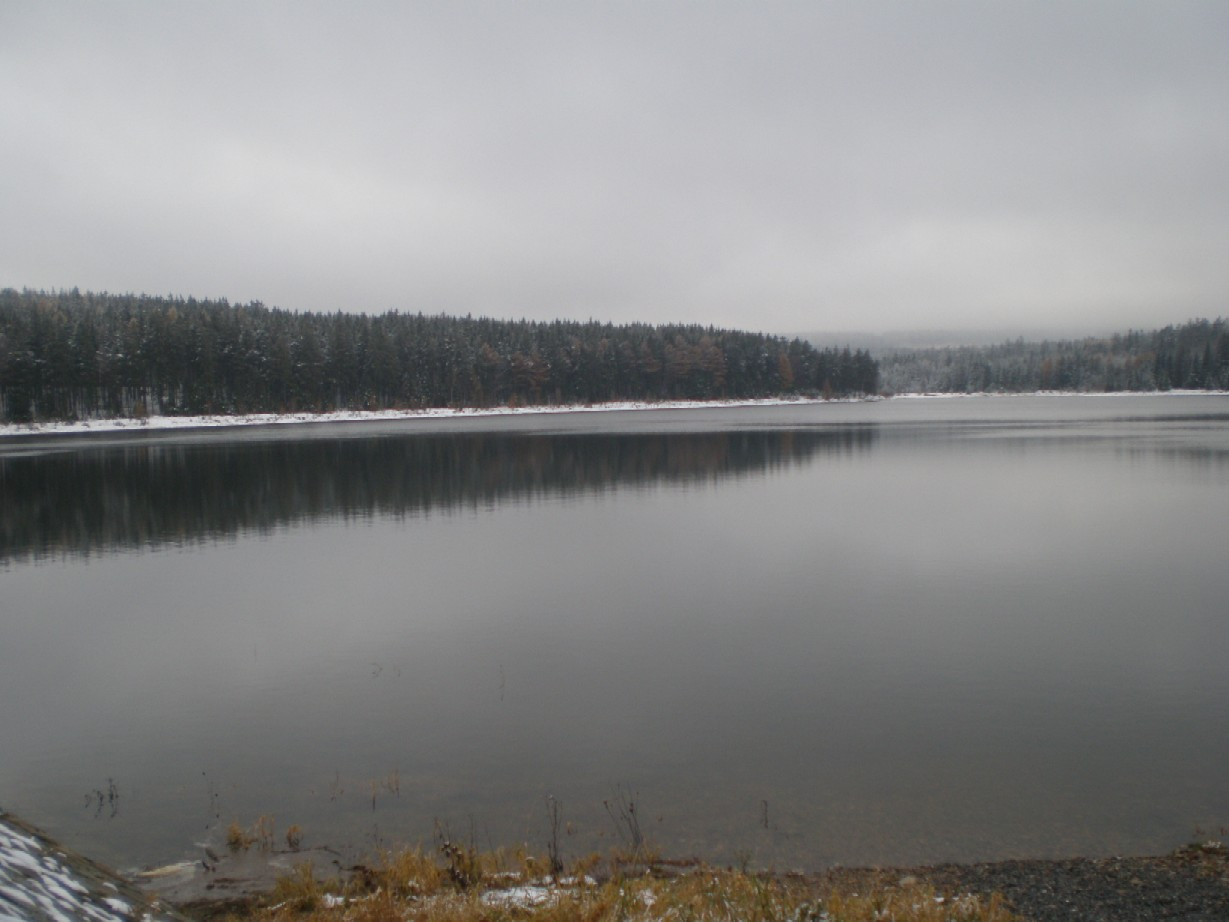
Pilská nádrž
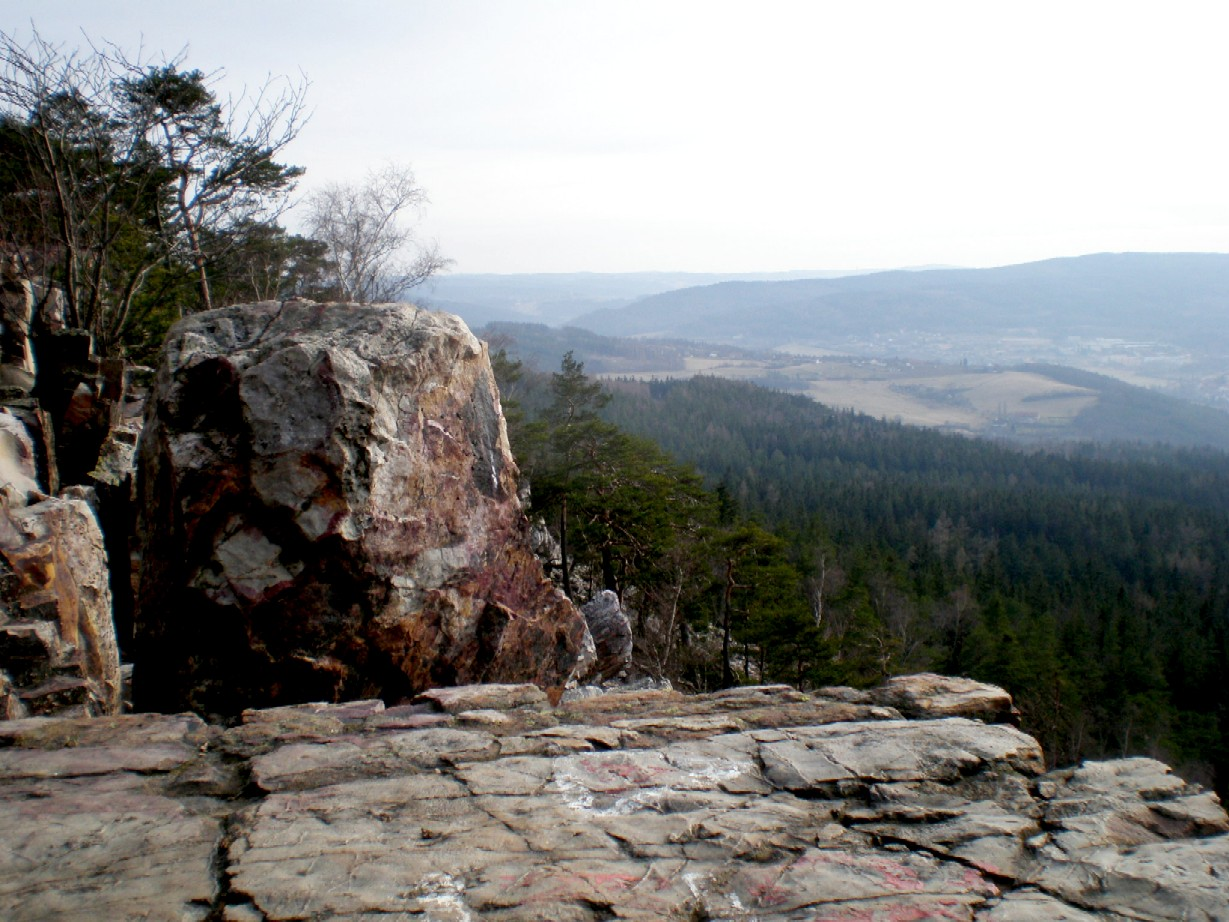
Čertova kazatelna na Plešivci